# Maslimomab
Maslimomab là một kháng thể đơn dòng của chuột  và là thuốc ức chế miễn dịch. 